# Chaclacayo
Chaclacayo és un districte de la Província de Lima, Perú.

## Situació
Chaclacayo està situat al km 27 de la Carretera Central.

## Geografia
Chaclacayo és una ciutat a la vall del riu Rímac que va des dels Andes a l'oceà Pacífic. El seu clima és típic de la costa: Durant l'estiu (des de desembre fins al febrer) fa calor i de vegades és plujós; la resta de l'any és normalment assolellat, amb temperatures mitjanes entre 14º i el 20 °C. Els mesos més freds són juny i juliol, quan poden baixar les temperatures a 12 °C.

## Nom
El nom ve d'una paraula Aimara que significa "al peu del conium". Conium és una planta que creix a la ribera del Rimac.

## Principals atraccions
Els llocs per visitar a Chaclacayo són el Parque Central, el parc central del districte.

## Barris
- Context urbà

- La Floresta
- Alfonso Cobian
- Vírgen de Fátima de Morón
- Huascata
- Miguel Grau
- Villa Rica
- Santa Rosa
- Villa Mercedes
- Santa Ines
- Los Cóndores

- Clubs Residencials

- El Cuadro
- Los Cóndores

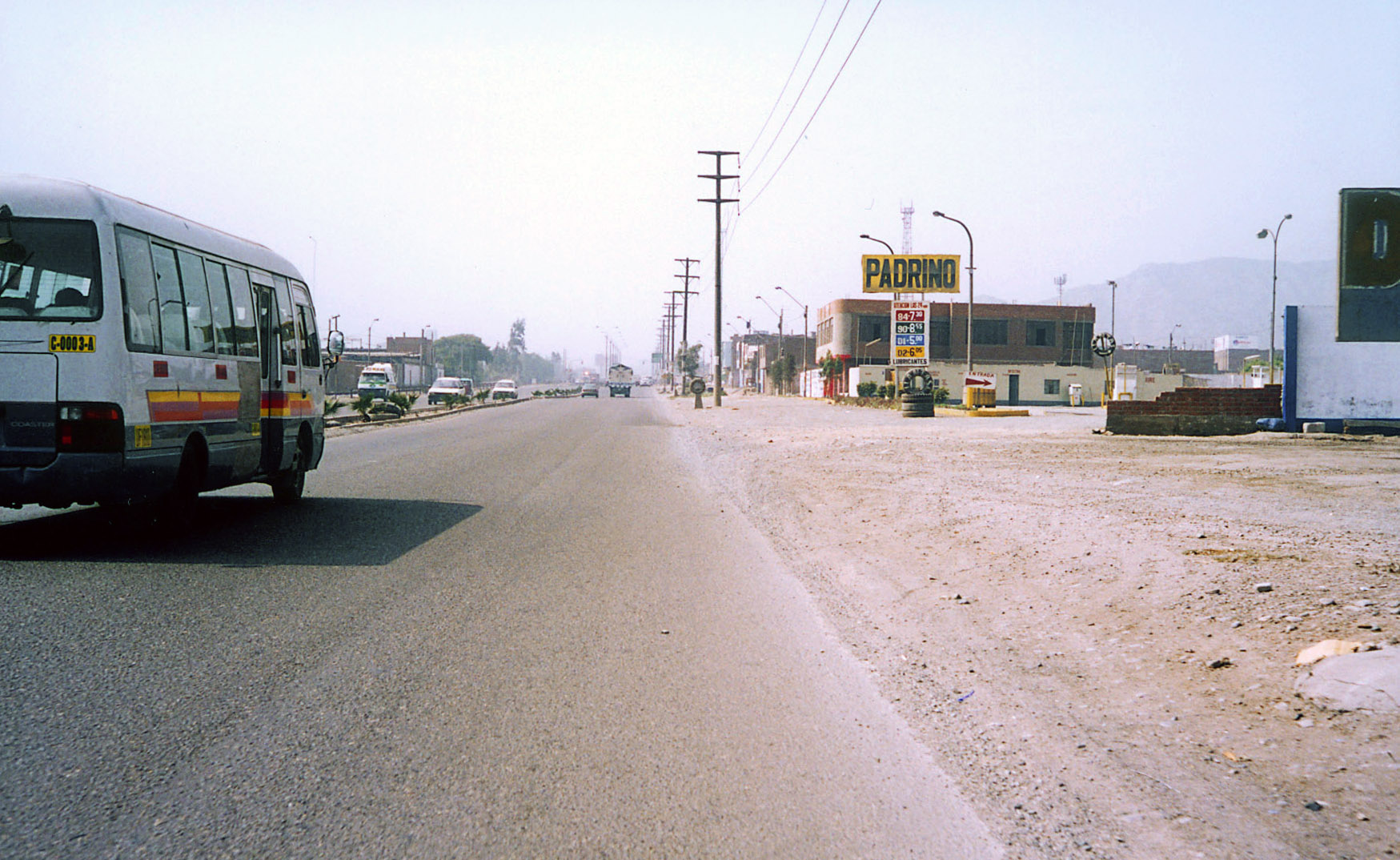
Carretera Central
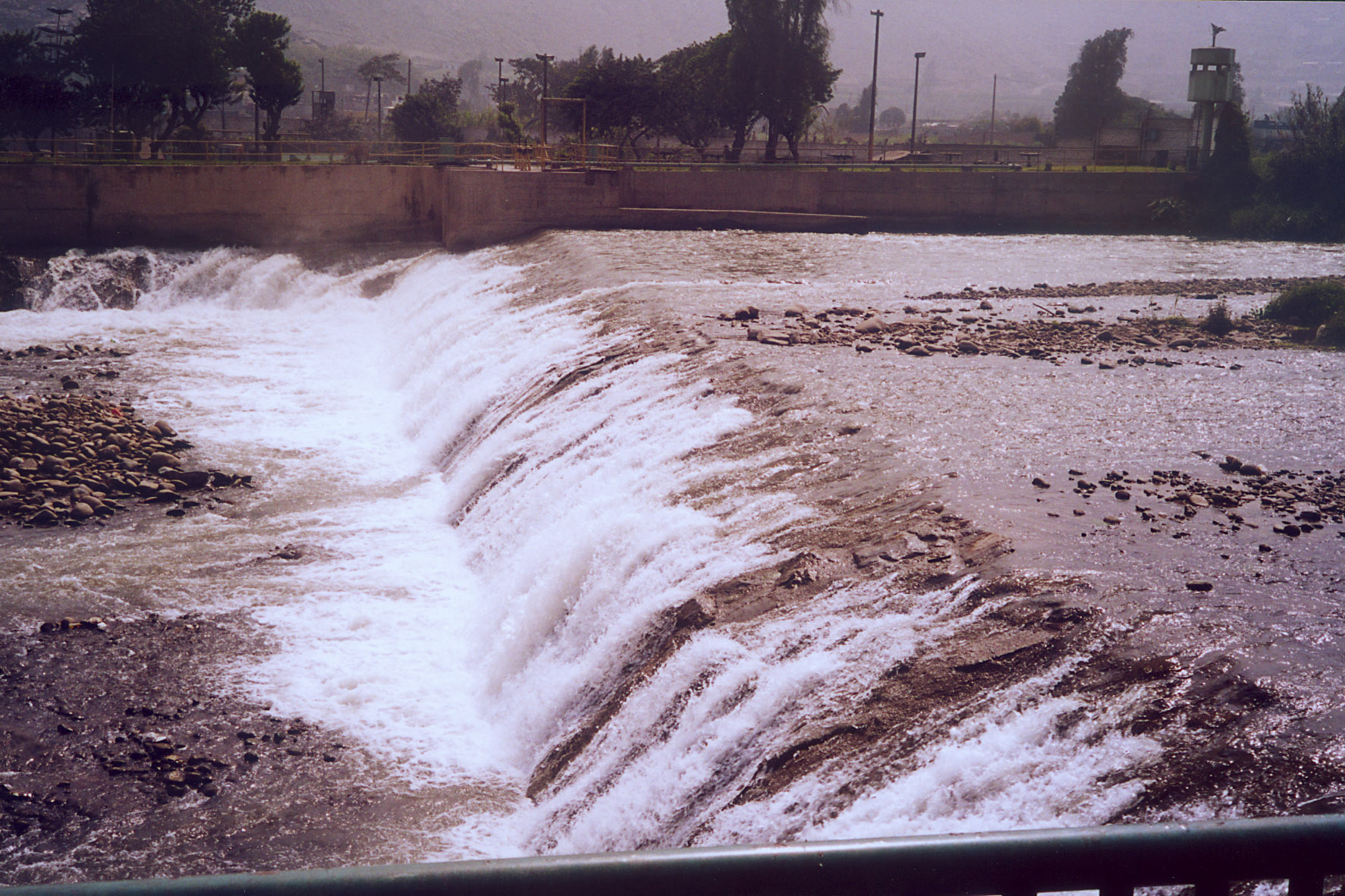
Riu Rimac, àrees obertes
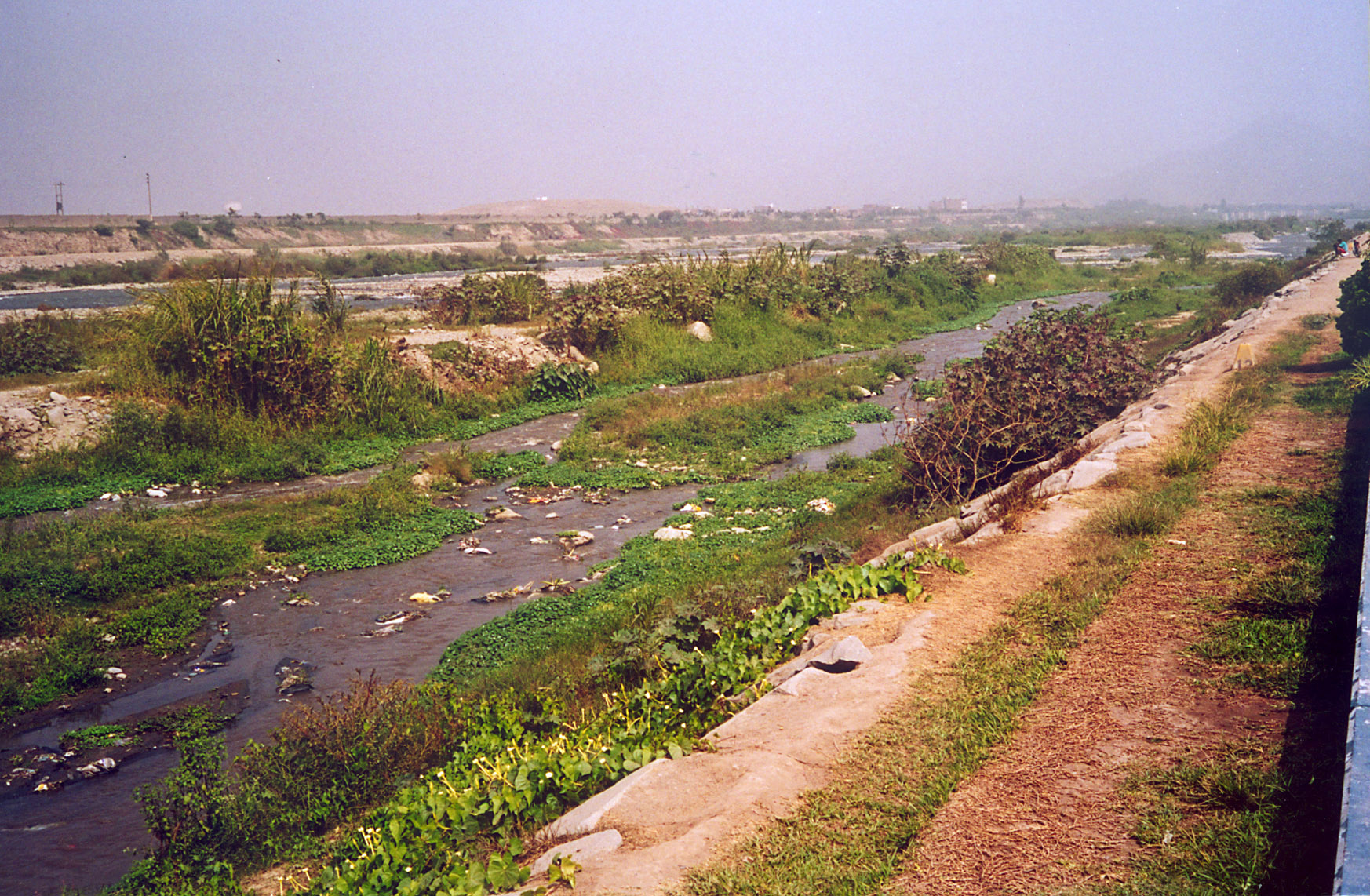
Riu Rimac, conca
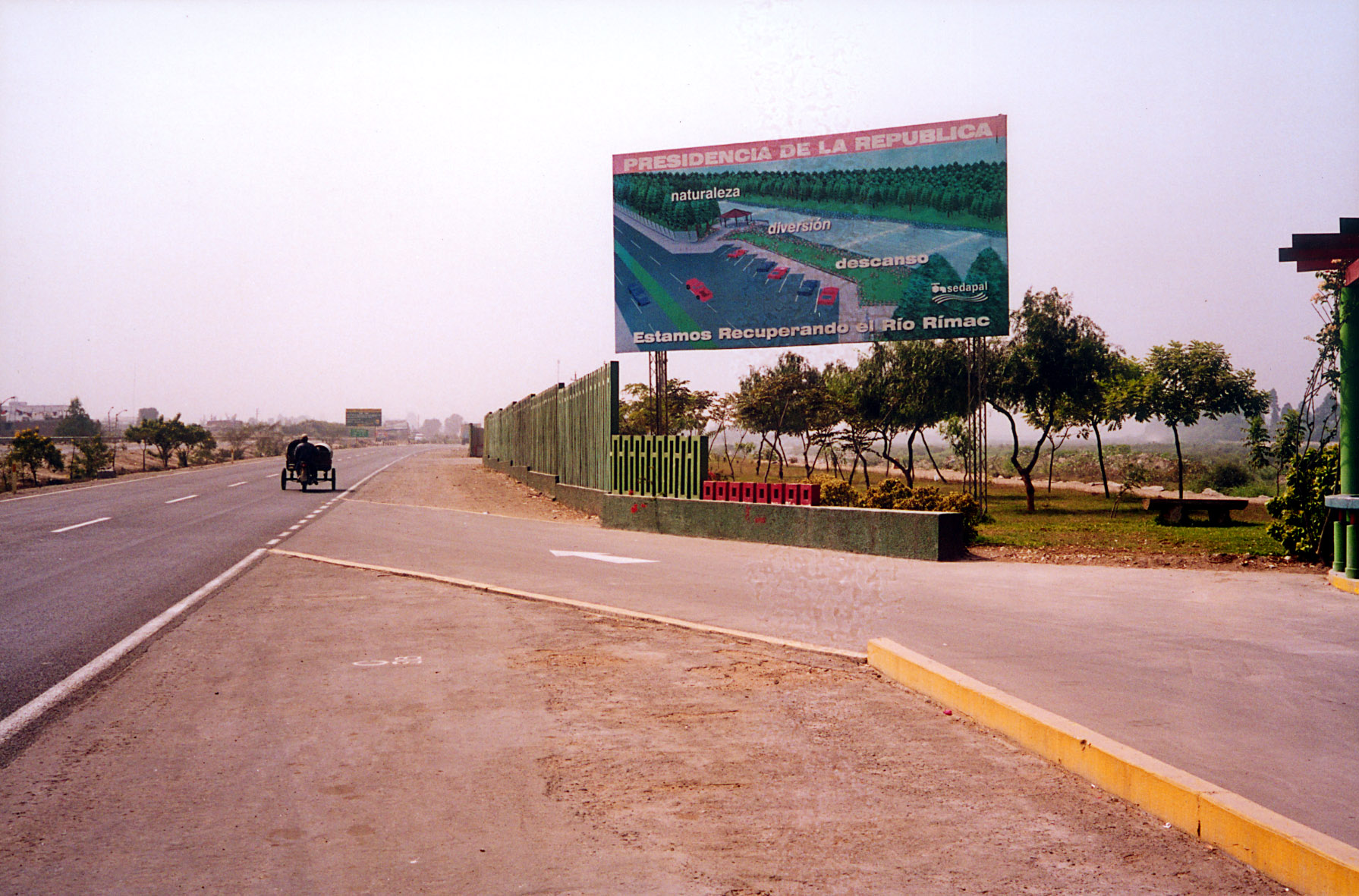
Riu Rimac, treballs de restauració